# 松江宍道湖温泉
もしかして
- 松江しんじ湖温泉

ではありませんか？